# Порте ди Рендена
По̀рте ди Рендѐна (на италиански: Porte di Rendena) е община в Северна Италия, автономна провинция Тренто, автономен регион Трентино-Южен Тирол. Административен център на общината е село Вила Рендена (Villa Rendena), което е разположено на 608 m надморска височина. Населението на общината е 1803 души (към 2018 г.).
Общината е създадена в 1 януари 2016 г. Тя се състои от две предшествуващи общини Виго Рендена, Вила Рендена и Даре, които сега са най-важните центрове на общината.